# 民和乡
民和乡是中国黑龙江省哈尔滨市宾县下辖的一个乡，位于县城东北。